# Paranapanema (ort)
Paranapanema är en ort i Brasilien.   Den ligger i kommunen Paranapanema och delstaten São Paulo, i den södra delen av landet, 800 km söder om huvudstaden Brasília. Paranapanema ligger 610 meter över havet och antalet invånare är 16 215. Den ligger vid sjön Represa de Jurimirim.
Terrängen runt Paranapanema är platt. Det finns inga andra samhällen i närheten. 
Omgivningarna runt Paranapanema är en mosaik av jordbruksmark och naturlig växtlighet. Runt Paranapanema är det glesbefolkat, med 17 invånare per kvadratkilometer.